# Effet de vérité illusoire
L'effet de vérité illusoire (aussi connu comme l'effet de validité, l'effet de vérité ou l'effet de réitération) est la tendance à croire qu'une information est correcte après une exposition répétée. Ce phénomène a été identifié pour la première fois dans une étude de 1977 à l'université de Villanova et à l'université Temple. Lorsque la vérité est évaluée, les gens cherchent à savoir si l'information est en accord avec leur compréhension ou si elle leur est familière. La première condition est logique car les gens comparent les nouvelles informations avec ce qu'ils savent déjà être vrai. La répétition rend les déclarations plus faciles à traiter par rapport à de nouvelles déclarations non répétées, ce qui conduit les gens à croire que la conclusion répétée est plus véridique. L'effet de vérité illusoire a également été lié au « biais rétrospectif », la tendance qu'ont les personnes à surestimer rétrospectivement le fait que les événements auraient pu être anticipés moyennant davantage de prévoyance ou de clairvoyance.
Dans une étude de 2015, les chercheurs ont découvert que la familiarité peut dominer la rationalité et qu'entendre de façon répétée qu'un certain fait est faux peut affecter les croyances de l'auditeur. Les chercheurs ont attribué l'impact de l'effet de vérité illusoire aux participants qui connaissaient la bonne réponse au départ, mais qui étaient persuadés de croire le contraire à la suite de la répétition d'un mensonge.
L'effet de vérité illusoire joue un rôle important dans des domaines tels que les campagnes électorales, la publicité, les médias d'information et la propagande politique.

## Étude initiale
L'effet a d'abord été nommé et défini à la suite des résultats d'une étude réalisée en 1977 à l'université Villanova et à l'université Temple, où les participants ont été invités à évaluer une série d'affirmations triviales comme vraies ou fausses. À trois reprises, Lynn Hasher, David Goldstein et Thomas Toppino ont présenté au même groupe d'étudiants une liste de soixante affirmations plausibles, certaines vraies et d'autres fausses. La deuxième liste a été distribuée deux semaines après la première et la troisième deux semaines après. Vingt déclarations sont apparues sur les trois listes; les quarante autres articles de chaque liste étaient uniques à cette liste. On a demandé aux participants dans quelle mesure ils étaient convaincus de la véracité ou de la fausseté des déclarations, au sujet desquelles ils étaient peu susceptibles de savoir quoi que ce soit. (Par exemple, « La première base de l'armée de l'air a été lancée au Nouveau-Mexique ». Ou « Le basket-ball est devenu une discipline olympique en 1925 ».) Plus précisément, on demandait aux participants de noter leur croyance dans la vérité de chaque énoncé sur une échelle allant de un à sept. Alors que la confiance des participants dans la vérité des déclarations non répétées est restée stable, leur confiance dans la vérité des déclarations répétées a augmenté de la première à la deuxième et de la deuxième à la troisième, avec un score moyen de 4,2 à 4.6 à 4.7. La conclusion faite par les chercheurs, qui venaient des universités de Villanova et de Temple, était que la répétition d'une déclaration la rendait plus susceptible de paraître factuelle.
En 1989, Hal R. Arkes, Catherine Hackett et Larry Boehm ont reproduit l'étude originale, avec des résultats similaires montrant que l'exposition à de fausses informations change la véracité perçue et la plausibilité de cette information.
L'effet fonctionne parce que lorsque les gens évaluent la vérité, ils se basent sur le fait que l'information est en accord avec leur compréhension ou qu'elle leur apparaît familière. La première condition est logique car les gens comparent les nouvelles informations avec ce qu'ils savent déjà être vrai et considèrent la crédibilité des deux sources. Cependant, les chercheurs ont découvert que la familiarité peut dominer la rationalité - à tel point que l'audition répétée d'un certain fait peut avoir un effet paradoxal.

## Relation avec d'autres phénomènes

### Le traitement de la fluidité
Au début, on pensait que l'effet de vérité ne se produisait que lorsque les individus étaient très incertains à propos d'une déclaration donnée. Les psychologues ont également supposé que les unes des journaux « bizarres » ne produiraient pas cet effet, cependant, des recherches récentes montrent que l'effet de vérité illusoire se produit aussi avec de fausses nouvelles. Cette hypothèse a été contestée par les résultats d'une étude réalisée en 2015 par Lisa K. Fazio, Nadia M. Brasier, B. Keith Payne et Elizabeth J. Marsh. Publiée dans le Journal of Experimental Psychology, l'étude a suggéré que l'effet de vérité peut influencer les participants qui connaissaient la bonne réponse pour commencer, mais qui ont été influencés à croire le contraire par la répétition d'un mensonge. Par exemple, lorsque les participants ont rencontré à plusieurs reprises l'énoncé « Un sari est le nom de la courte jupe à carreaux portée par les Écossais », certains d'entre eux étaient susceptibles de croire que c'était vrai, même si ces mêmes personnes pouvaient répondre correctement la question « Quel est le nom de la jupe courte plissée portée par les Écossais ? »
Après avoir reproduit ces résultats dans une autre expérience, Fazio et son équipe ont attribué ce phénomène curieux à la « fluidité de traitement », un terme qui décrit la facilité avec laquelle les gens comprennent les énoncés. « La répétition, explique le chercheur, rend les déclarations plus faciles à traiter (c'est-à-dire courantes) par rapport aux nouvelles déclarations, conduisant les gens à la (parfois) fausse conclusion qu'elles sont plus véridiques. », Quand un individu entend quelque chose pour une deuxième ou une troisième fois, son cerveau réagit plus vite et attribue cette fluidité comme un signal de vérité.

### Biais rétrospectif
Dans une étude de 1997, Ralph Hertwig, Gerd Gigerenzer et Ulrich Hoffrage ont lié l'effet de vérité au phénomène connu sous le nom de « biais rétrospectif », décrit comme une situation où le souvenir d'un fait est révisé après connaissance de la vérité ou de la fausseté. Ils ont décrit l'effet de vérité (qu'ils appellent l'« effet de réitération ») comme un sous-ensemble du biais rétrospectif.

## Autres études
Dans une étude de 1979, les participants ont été informés que les déclarations répétées n'étaient pas plus susceptibles d'être vraies que les déclarations non répétées. Malgré cet avertissement, les participants ont perçu les déclarations répétées comme étant plus vraies que celles non répétées.
Des études menées en 1981 et en 1983 ont montré que les informations tirées de l'expérience récente tendaient à être considérées comme « plus fluides et familières » que les nouvelles expériences. Une étude réalisée en 2011 par Jason D. Ozubko et Jonathan Fugelsang s'est appuyée sur cette constatation en démontrant que, de manière générale, les informations retrouvées dans la mémoire sont « plus fluides ou familières que quand elles ont été apprises pour la première fois ». L'effet est devenu encore plus prononcé lorsque les énoncés ont été répétés deux fois et encore plus prononcé lorsqu'ils ont été répétés quatre fois. Les chercheurs ont donc conclu que la récupération de la mémoire est une méthode puissante pour augmenter la soi-disant validité des énoncés et que l'illusion de la vérité est un effet qui peut être observé sans interroger directement les énoncés factuels en question.
Une étude réalisée en 1992 par Ian Maynard Begg, Ann Anas et Suzanne Farinacci a suggéré qu'une déclaration semblerait vraie si l'information semble familière.
Une expérience réalisée en 2012 par Danielle C. Polage a montré que certains participants exposés à de fausses nouvelles auraient de faux souvenirs. La conclusion était que les fausses allégations répétitives augmentent la crédibilité et peuvent également entraîner des erreurs.
Dans une étude de 2014, Eryn J. Newman, Mevagh Sanson, Emily K. Miller, Adèle Quigley-McBride, Jeffrey L. Foster, Daniel M. Bernstein et Maryanne Garry ont demandé aux participants de juger de la véracité des déclarations attribuées à diverses personnes, dont certaines dont les noms étaient plus faciles à prononcer que d'autres. De façon constante, les déclarations de personnes ayant des noms facilement prononcés étaient considérées comme plus véridiques que celles dont le nom était plus difficile à prononcer. Les chercheurs ont conclu que les propriétés subjectives et tangentielles peuvent être importantes lorsque les gens évaluent l'information obtenue.

## Exemples
Bien que l'effet de vérité n'ait été scientifiquement démontré que ces dernières années, c'est un phénomène que les gens connaissent depuis des millénaires. Une étude note que l'homme d'État romain Cato a fermé chacun de ses discours avec un appel à détruire Carthage (« Ceterum censeo Carthaginem esse delendam »), sachant que la répétition engendrerait un accord, et que Napoléon aurait « dit qu'il n'y avait qu'une seule rhétorique d'une importance sérieuse, à savoir, la répétition », par laquelle une affirmation répétée se fixe dans le mental « de telle sorte qu'elle est acceptée à la fin comme une vérité démontrée ». D'autres personnes ayant tiré avantage de l'effet de vérité incluent Quintilien, Ronald Reagan et Marc Antoine dans Jules César de Shakespeare.
L'effet de vérité joue un rôle important dans divers domaines d'activité. Pendant les campagnes électorales, de fausses informations sur un candidat, si elles sont répétées dans des publicités télévisées, peuvent être crues par le public. De même, une publicité qui répète des affirmations infondées sur un produit peut stimuler les ventes parce que certains téléspectateurs peuvent penser qu'ils ont entendu les réclamations d'une source objective. L'effet de vérité est également utilisé dans les médias d'information et constitue un élément essentiel de la propagande politique,.

## Voir également
- Argumentum ad nauseam
- Biais de confirmation
- Croyance fausse
- Heuristique de fluidité
- Mémoire implicite et explicite
- Liste des biais cognitifs
- Erreurs de mémoire
- Effet de simple exposition